# Pas-Bayard (gehucht)
Pas-Bayard is een gehucht in de Belgische provincie Luxemburg. Het ligt in Wéris, een deelgemeente van Durbuy. Pas-Bayard ligt ongeveer een kilometer ten zuiden van het dorpje Wéris, 600 meter ten noordoosten van Wénin en 1,2 kilometer ten noordoosten van Oppagne.
Door Pas-Bayard loopt de N841.

## Bezienswaardigheden
- Pas-Bayard, een van de legendestenen uit het gebied
- La Chapelle du Pas Bayard

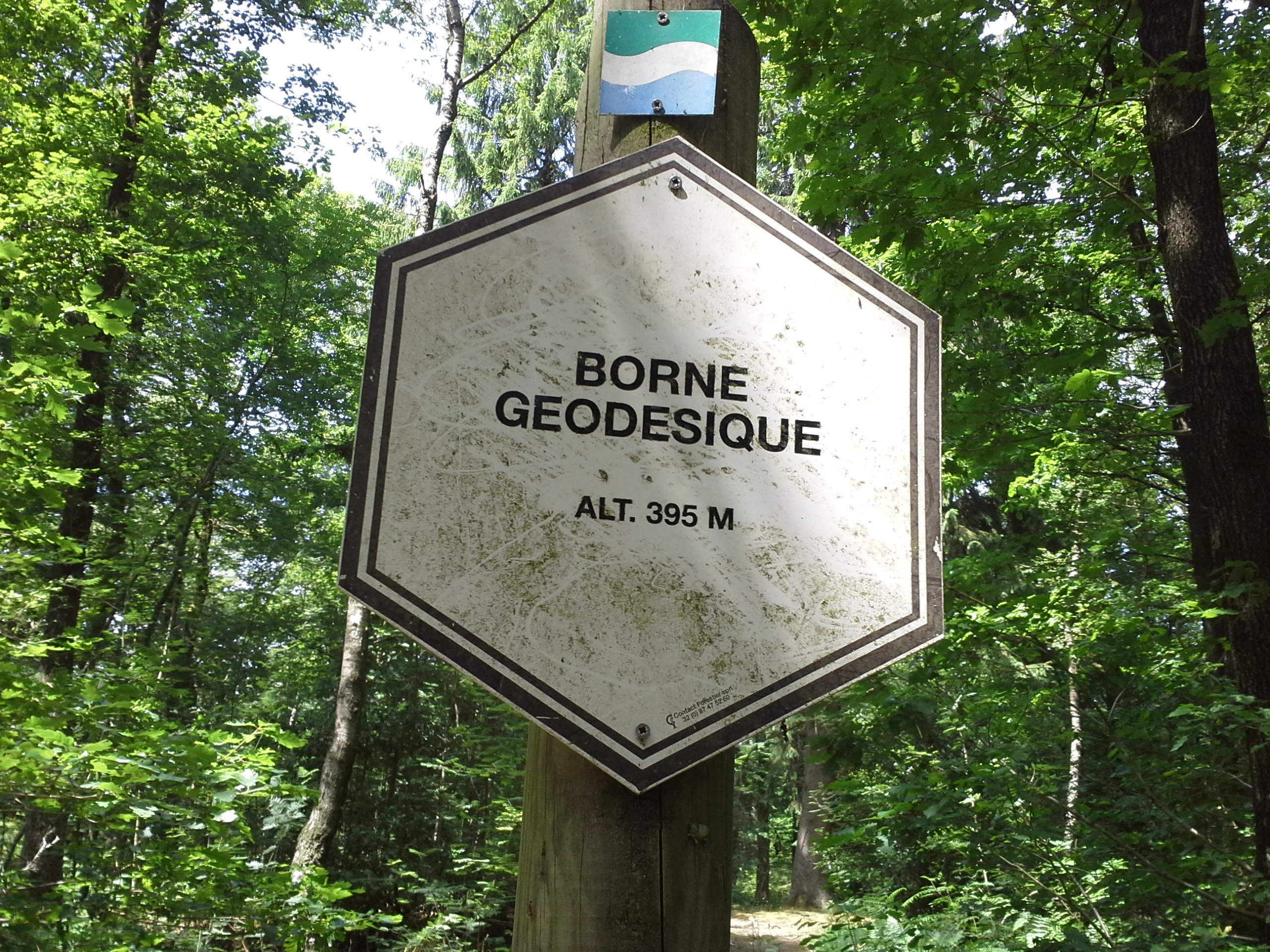
Bord bij Geodetisch punt
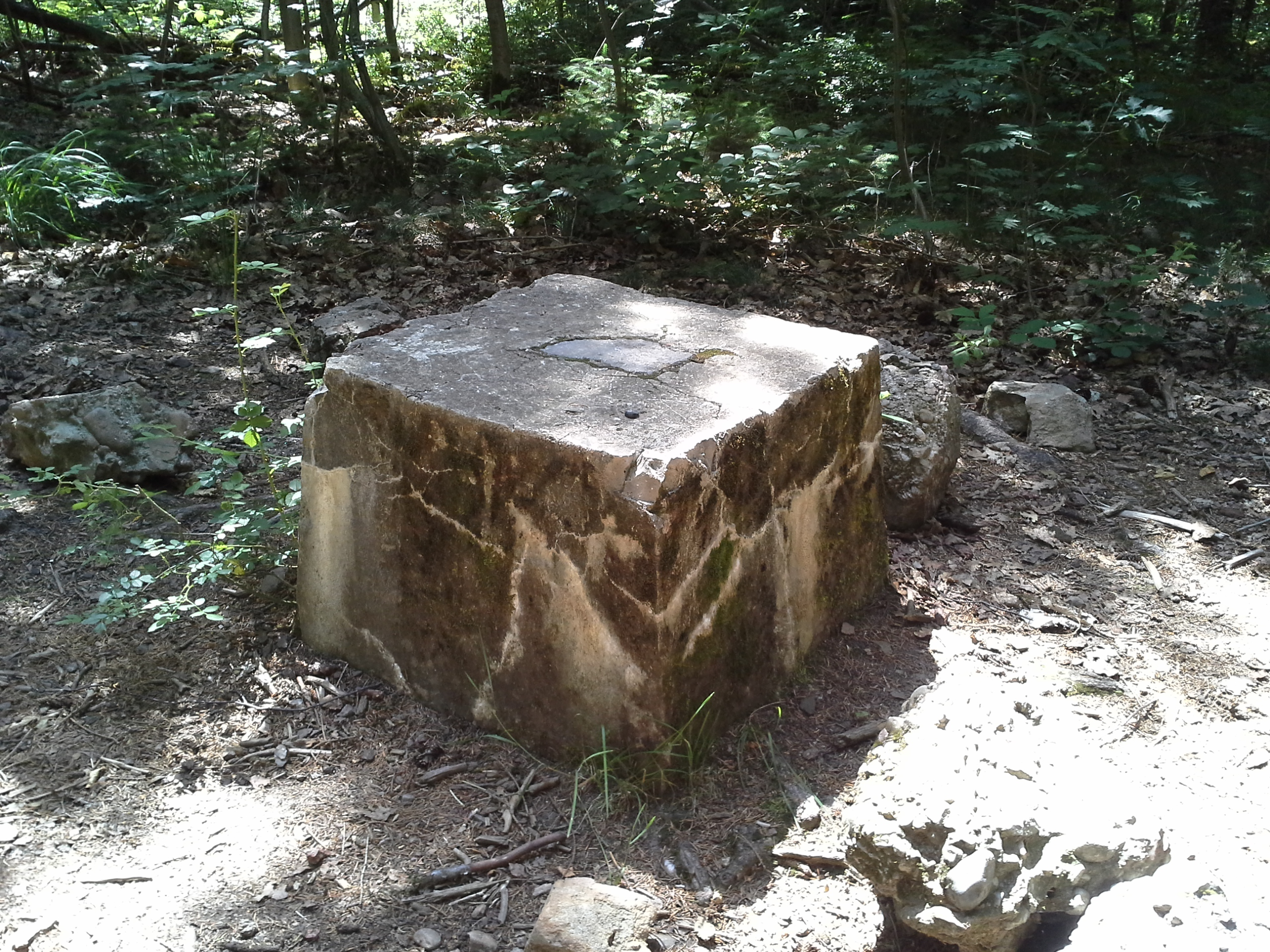
Geodetisch punt

Deelgemeenten: Barvaux · Bende · Bomal · Borlon · Durbuy · Grandhan · Heyd · Izier · Septon · Tohogne · Villers-Sainte-Gertrude · Wéris

Overige plaatsen: Aisne · Bohon · Grande Enneille· Herbet · Hermanne · Houmart · Juzaine · Longueville · Morville · Oneux · Oppagne · Ozo · Palenge · Pas-Bayard · Petite Enneille · Petite-Somme · Petithan · Rome · Verlaine-sur-Ourthe · Warre

Belgische gemeenten · Arrondissement Marche-en-Famenne · Luxemburg · Wallonië